# Distretto di Tripoli
Il distretto di Tripoli (in arabo شعبية طرابلس , Shab'iyat Ṭarābulus) è uno dei 22 distretti della Libia. Si trova nella regione storica della Tripolitania e il suo capoluogo è la città di Tripoli.